# Nail' Jakupov
Nail' Railovič Jakupov (in russo Наиль Раилович Якупов?, in tataro: Наил Раил улы Якупов,; Niznekamsk, 6 ottobre 1993) è un hockeista su ghiaccio russo professionista che gioca nel ruolo di ala destra.

## Carriera
È stata la prima scelta assoluta dell'Entry Draft 2012 scelto da Edmonton e dalla stagione 2012-13 alla stagione 2015-16 ha giocato nella National Hockey League con la squadra dei Edmonton Oilers, prima di trasferirsi per una stagione ai St. Louis Blues e infine ai Colorado Avalanche.

## Statistiche
Statistiche aggiornate ad agosto 2012.

### Club
| Stagione   | Squadra             | Stagione regolare | Stagione regolare | Stagione regolare | Stagione regolare | Stagione regolare | Stagione regolare | Playoff | Playoff | Playoff | Playoff | Playoff |
| Stagione   | Squadra             | Lega              | P                 | G                 | A                 | Pt                | PIM               | P       | G       | A       | Pt      | PIM     |
| ---------- | ------------------- | ----------------- | ----------------- | ----------------- | ----------------- | ----------------- | ----------------- | ------- | ------- | ------- | ------- | ------- |
| 2009–10    | Reaktor Nizhnekamsk | MHL               | 14                | 4                 | 2                 | 6                 | 26                | —       | —       | —       | —       | —       |
| 2010–11    | Sarnia Sting        | OHL               | 65                | 49                | 52                | 101               | 71                | —       | —       | —       | —       | —       |
| 2011–12    | Sarnia Sting        | OHL               | 42                | 31                | 38                | 69                | 30                | 6       | 2       | 3       | 5       | 4       |
| 2012-13    | Edmonton Oilers     | NHL               | —                 | —                 | —                 | —                 | —                 | —       | —       | —       | —       | —       |
| Totale OHL | Totale OHL          | Totale OHL        | 107               | 80                | 90                | 170               | 101               | 6       | 2       | 3       | 5       | 4       |

### Nazionale
| Stagione | Livello     | Risultati    | Risultati | Risultati | Risultati | Risultati | Risultati |
| Stagione | Livello     | Competizione | P         | G         | A         | Pt        | PIM       |
| -------- | ----------- | ------------ | --------- | --------- | --------- | --------- | --------- |
| 2010     | Russia U-19 | WJAC-19      | 4         | 2         | 1         | 2         | 8         |
| 2011     | Russia U-18 | U18 WJC      | 7         | 6         | 7         | 13        | 6         |
| 2012     | Russia U-20 | U20 WJC      | 7         | 0         | 9         | 9         | 6         |

## Palmarès

### Nazionale
- Campionato mondiale U20
- Argento: 1

 Russia U-20: 2012
- Campionato mondiale U18
- Bronzo: 1

 Russia U-18: 2011

### Individuale
- Emms Family Award: 1

2010-11
- Rookie dell'anno CHL: 1

2010-11